# Olénivka (Kalmiuske)
Olénivka (en ucraniano: Оленівка, en ruso: Оленовка, romanizado: Olénovka) es un asentamiento urbano ucraniano perteneciente al óblast de Donetsk. Situado en el sureste del país, es parte del raión de Kalmiuske y del municipio (hromada) de Olénivka. Sin embargo, según el sistema administrativo ruso que ocupa y controla la región, Olénivka pertenece al raión de Volnovaja.
La ciudad se encuentra ocupada por Rusia desde la guerra del Dombás, siendo administrada como parte de la de facto República Popular de Donetsk.

## Geografía
Olénivka está 20 km al suroeste de Donetsk y 27 km al norte de Volnovaja.

## Historia
El pueblo fue creado por los esfuerzos de asentamiento del Imperio Ruso en 1840, los colonos procedían de las gobernaciones de Járkov y Poltava. En 1938 recibió el estatus de asentamiento de tipo urbano.
El Presidium del Soviet Supremo de la RSS de Ucrania, por decreto del 23 de mayo de 1978, decidió, para establecer una ortografía unificada en ruso de asentamientos, aclarar los nombres del asentamiento de tipo urbano de Yelénovka y continuar llamándolo Olénovka.
A partir de abril de 2014, cuando comenzó la guerra del Dombás, se han producido bajas tanto civiles como militares en Olénivka. Desde 2014, la ciudad está controlada por la autoproclamada República Popular de Donetsk. Como resultado, se instaló una prisión en el pueblo, que también funcionó como un campo de prisioneros de guerra. Los testigos presenciales informan unánimemente de las condiciones inhumanas de las prisiones, caracterizadas por el maltrato deliberado, la tortura y el asesinato de los reclusos. En Olenivka, había el único puesto de control a través del cual era posible ingresar a la autoproclamada República Popular de Donetsk desde el territorio controlado por Ucrania.
Aquí ocurrió, durante la invasión rusa a Ucrania, el 29 de julio de 2022, la explosión en la prisión de Olénivka. La prisión albergaba a prisioneros de guerra (principalmente del complejo Azovstal durante el sitio de Mariupol), con un saldo fue de 53 prisioneros ucranianos asesinados y 75 heridos. El Estado Mayor de Ucrania y el presidente de Ucrania acusaron a Rusia de usar el ataque para encubrir la tortura de prisioneros y las ejecuciones. El Ministerio de Defensa ruso afirmó que las fuerzas ucranianas utilizaron HIMARS para bombardear la prisión.
Por decreto de la autoproclamada República Popular de Donetsk, el asentamiento de tipo urbano de Olénovka pasó a llamarse asentamiento de tipo urbano de Yelénovka (en ruso: Еленовка) el 12 de mayo de 2022. 

## Demografía
La evolución de la población entre 2001 y 2021 fue la siguiente:
| 4893                                                          | 4729 | 4573 | 4549 | 4513 |
| (Fuente: Cities & Towns of Ukraine y UKRAINE: Größere Städte) |      |      |      |      |

Según el censo de 2001, la lengua materna de la mayoría de los habitantes, el 81,48%, es el ucraniano; del 17,79% es el ruso.

## Economía
La comuna está organizada económicamente en torno a un combinado agroindustrial. Hay una fábrica de productos de panadería (molienda de harina, panadería, pasta, fabricación de productos de confitería), la fábrica Spetsselkhozmontaj y un depósito ferroviario. La antigua granja colectiva llamada Ilitch todavía está en funcionamiento.

## Infraestructura

### Transporte
La carretera principal N 20 y la línea férrea de Donetsk-Mariúpol atraviesan el pueblo.

## Personas ilustres
- Grigori Boyko (1923-1978): escritor, poeta y traductor ucraniano soviético, miembro de la Unión de Escritores de la URSS.

## Galería

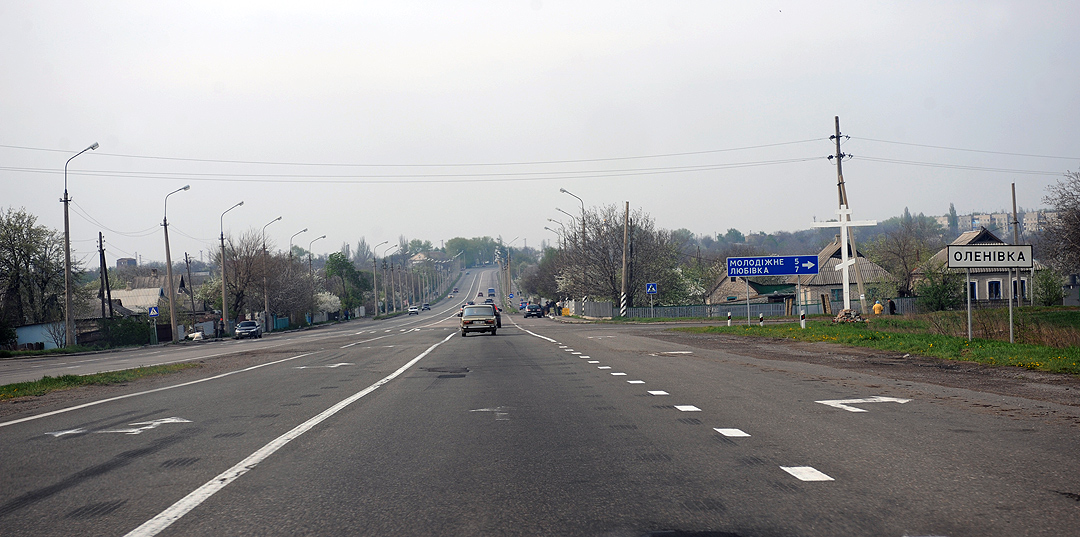
Carretera en Olénivka
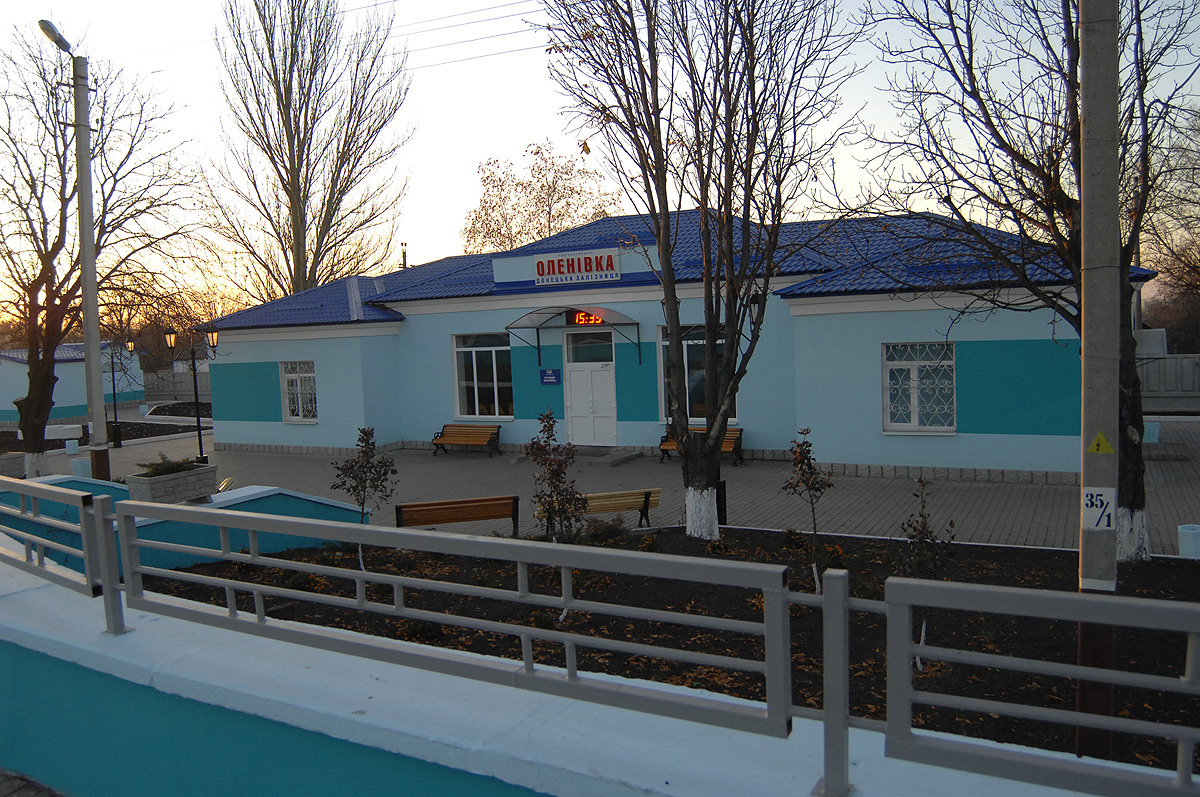
Estación de tren de Olénivka
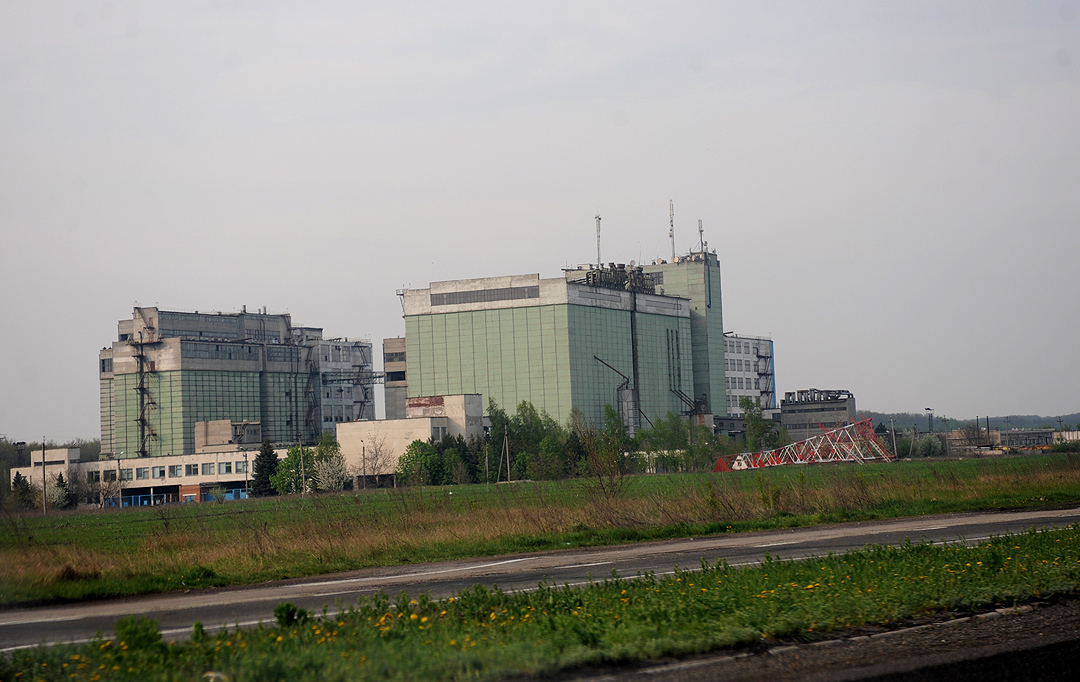
Molino de Olénivka
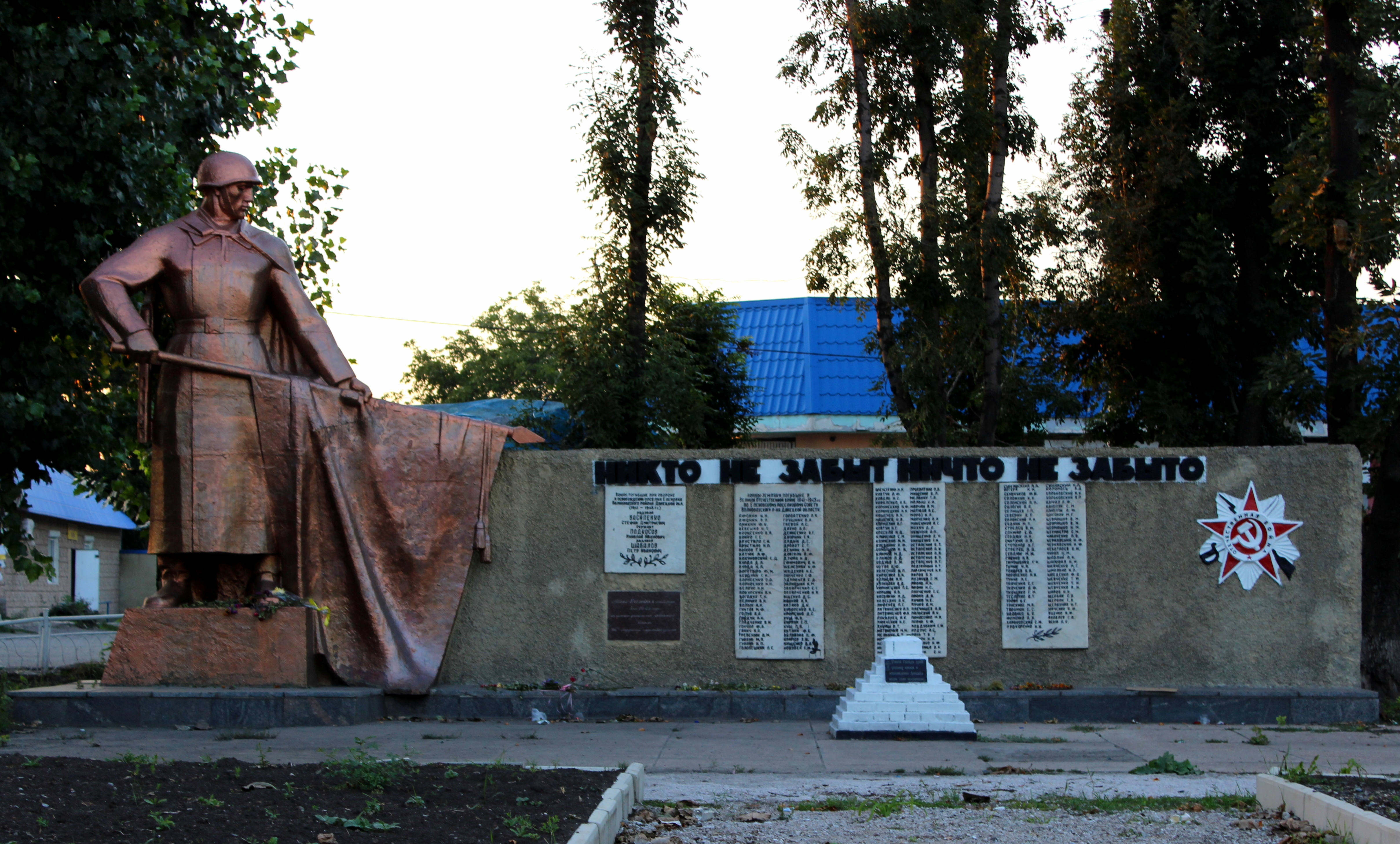
Monumento soviético de la Segunda Guerra Mundial